# Pont-du-Bois
Pont-du-Bois település Franciaországban, Haute-Saône megyében. Lakosainak száma 115 fő (2022. január 1.). Pont-du-Bois Ambiévillers, Alaincourt, Mailleroncourt-Saint-Pancras, Passavant-la-Rochère, Selles és Vauvillers községekkel határos.

## Népesség
A település népességének változása:
| Lakosok száma | 111  | 110  | 115  | 108  | 107  | 107  | 110  | 112  | 115  |
|               | 2013 | 2015 | 2016 | 2017 | 2018 | 2019 | 2020 | 2021 | 2022 |